# 法橋善作

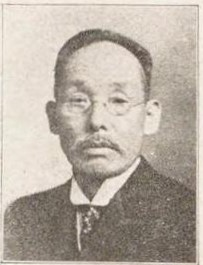
法橋善作

法橋 善作（ほっきょう ぜんさく、1847年11月12日（弘化4年9月28日） - 1923年（大正12年）2月19日）は、日本の実業家、政治家。衆議院議員（鳥取県郡部選出、当選1回）。大阪商業会議所副会頭。族籍は大阪府平民。

## 経歴
鳥取県日野郡阿毘縁村（現日南町）に生まれる。法橋助作の二男。漢学を学ぶ。明治初年郷里を出て、大阪に来る。後に東京に遊ぶ。この間翻訳書を読んで略世界の事情に通じ、官民の間に多くの交友を有する。
1882年頃洋銀相場に手を出して一敗地に塗れ、ほとんど起つことができなくなる。しかしようやくにして失敗を挽回し1887年頃より、小泉清左衛門、森作太郎、播本孝良等と共に公共事業に奔走する。
鉱山業と海産貿易商その他を営み、大阪貿易取締会所監事、帝国工業理事、日本海上保険会社支配人、中国鉄道、日東漁業各取締役を務めたほか、大阪築港研究会を創立した。また、大阪市会議員、大阪商業会議所議員、同副会頭となった。
1912年の第11回衆議院議員総選挙において鳥取県郡部から無所属で立候補して当選した。衆議院議員を1期務め、1915年の第12回衆議院議員総選挙では立憲政友会公認で立候補したが落選した。1923年2月19日に死去した。

## 人物
住所は大阪市西区南堀江通一丁目、新町南通三丁目。趣味は談話。

## 家族
法橋家
- 養父・彌四郎[6]
- 妻・タツ（1851年 - ?、大阪、林友四郎の長女[6]、林タカの長女[7]）
- 長男・修一[7]（1884年 - ?、法橋写真館、大阪写真専修所長[11]） - 住所は大阪市西区新町南通三丁目[11]。
  - 同妻[11]
  - 同長男[11]
  - 同長女[11]
  - 同二女[11]
- 孫[7]